# العلاقات السويدية الساموية
العلاقات السويدية الساموية هي العلاقات الثنائية التي تجمع بين السويد وساموا.

## مقارنة بين البلدين
هذه مقارنة عامة ومرجعية للدولتين:
| وجه المقارنة                                              | السويد                                                                               | ساموا                        |
| --------------------------------------------------------- | ------------------------------------------------------------------------------------ | ---------------------------- |
| المساحة (كم2)                                             | 450.30 ألف                                                                           | 2.84 ألف                     |
| عدد السكان (نسمة)                                         | 10.16 مليون                                                                          | 196.44 ألف                   |
| الكثافة السكانية (ن./كم²)                                 | 22.56                                                                                | 69.17                        |
| العاصمة                                                   | ستوكهولم                                                                             | أبيا                         |
| اللغة الرسمية                                             | اللغة السويدية، لغات السامي، اللغة الفنلندية، منكيلي، اللغة الرومنية، اللغة اليديشية | لغة إنجليزية، اللغة الساموية |
| العملة                                                    | كرونة سويدية                                                                         | تالا ساموي                   |
| الناتج المحلي الإجمالي (بليون دولار)                      | 538.04 مليار                                                                         | 856.63 مليون                 |
| الناتج المحلي الإجمالي (تعادل القوة الشرائية) بليون دولار | 469.01 مليار                                                                         | 1.15 مليار                   |
| الناتج المحلي الإجمالي الاسمي للفرد دولار أمريكي          | 50.58 ألف                                                                            | 3.94 ألف                     |
| الناتج المحلي الإجمالي للفرد دولار أمريكي                 | 45.30 ألف                                                                            | 5.79 ألف                     |
| مؤشر التنمية البشرية                                      | 0.907                                                                                | 0.702                        |
| رمز المكالمات الدولي                                      | +46                                                                                  | +685                         |
| رمز الإنترنت                                              | .se                                                                                  | .ws                          |
| المنطقة الزمنية                                           | توقيت وسط أوروبا، ت ع م+01:00، ت ع م+02:00، أوروبا/ستوكهولم ‏                         | ت ع م+13:00                  |

## منظمات دولية مشتركة
يشترك البلدان في عضوية مجموعة من المنظمات الدولية، منها:
| علم المنظمة | اسم المنظمة                               | تاريخ انضمام السويد | تاريخ انضمام ساموا |
| ----------- | ----------------------------------------- | ------------------- | ------------------ |
|             | وكالة ضمان الاستثمار متعدد الأطراف        | 12 أبريل 1988       | 27 سبتمبر 2002     |
|             | منظمة الشرطة الجنائية الدولية             | ?                   | ?                  |
|             | منظمة حظر الأسلحة الكيميائية              | ?                   | ?                  |
|             | منظمة التجارة العالمية                    | 1995                | ?                  |
|             | الأمم المتحدة                             | 19 نوفمبر 1946      | 15 ديسمبر 1976     |
|             | مؤسسة التمويل الدولية                     | 20 يوليو 1956       | 28 يونيو 1974      |
|             | يونسكو                                    | 23 يناير 1950       | 3 أبريل 1981       |
|             | مؤسسة التنمية الدولية                     | 24 سبتمبر 1960      | 28 يونيو 1974      |
|             | بنك التنمية الآسيوي                       | 1966                | 1966               |
|             | البنك الدولي للإنشاء والتعمير             | 31 أغسطس 1951       | 28 يونيو 1974      |
|             | المركز الدولي لتسوية المنازعات الاستشارية | 28 يناير 1967       | 25 مايو 1978       |
|             | الاتحاد البريدي العالمي                   | ?                   | ?                  |
|             | الاتحاد الدولي للاتصالات                  | 1866                | 7 أكتوبر 1988      |

## أعلام
هذه قائمة لبعض الشخصيات التي تربطها علاقات بالبلدين:
- أولاف فريدريك نيلسون (24 فبراير 1883 – 28 فبراير 1944)
- توفوغا إيفي (سياسي من ساموا، 1 مارس 1938 – )

## وصلات خارجية
- موقع وزارة الخارجية السويدية